# بودجه لینک
بودجهٔ لینک (به انگلیسی: link budget) حساب‌کردن تمام بهره‌ها و اتلاف‌های توانی است که سیگنال ارتباطی در یک سامانه مخابراتی از فرستنده، از طریق یک محیط ارتباطی مانند امواج رادیویی، کابل، موجبر یا فیبر نوری، به گیرنده، تجربه می‌کند. معادله ای است که توان دریافتی از توان فرستنده را پس از تضعیف سیگنال ارسالی در اثر انتشار و همچنین بهره آنتن و خط‌تغذیه و سایر تلفات و تقویت سیگنال در گیرنده یا هر تکرارکننده‌ای که از آن عبور می‌کند را نشان می‌دهد. بودجهٔ لینک یک کمک طراح است که در طول طراحی یک سیستم ارتباطی برای تعیین توان دریافتی محاسبه می‌شود تا اطمینان حاصل شود که اطلاعات به‌طور قابل فهم با نسبت سیگنال به نویز کافی دریافت می‌شود. تغییرات تصادفی بهره کانال مانند محوشدگی با افزودن مقداری حاشیه بسته به شدت پیش‌بینی‌شده اثرات آن در نظر گرفته می‌شود. مقدار حاشیه مورد نیاز را می‌توان با استفاده از تکنیک‌های برابرسازی مانند تنوع آنتن یا پرش فرکانسی کاهش داد.
یک معادله بودجهٔ لینک ساده به شکل زیر است:
توان دریافتی (dBm) = توان ارسالی (dBm) + بهره (dB) - اتلاف (dB)

### معادله
یک معادلهٔ بودجه پیوند شامل تمام این اثرات، که به صورت لگاریتمی بیان می‌شود، ممکن است به شکل زیر باشد:
{\displaystyle P_{\text{RX}}=P_{\text{TX}}+G_{\text{TX}}-L_{\text{TX}}-L_{\text{FS}}-L_{M}+G_{\text{RX}}-L_{\text{RX}}\,}
{\displaystyle P_{\text{RX}}} ، توان دریافتی (dBm)
{\displaystyle P_{\text{TX}}} توان خروجی فرستنده (dBm)
{\displaystyle G_{\text{TX}}} بهره آنتن فرستنده (dBi)
{\displaystyle L_{\text{TX}}} تلفات فرستنده (کوآکس، کانکتورها…) (dB)
{\displaystyle L_{\text{FS}}}, اتلاف مسیر، معمولاً اتلاف فضای آزاد (dB)
{\displaystyle L_{\text{M}}} تلفات متفرقه (حاشیه محوشگی، تلفات بدنه، عدم تطابق قطبش، تلفات دیگر، ...) (dB)
{\displaystyle G_{\text{RX}}} بهره آنتن گیرنده (dBi)
{\displaystyle L_{\text{RX}}} اتلاف گیرنده (کوآکس، کانکتورها، ...) (dB)
{\displaystyle L_{\text{FS}}{\text{(dB)}}=20\log _{10}\left(4\pi {{\text{distance}} \over {\text{wavelength}}}\right)} (که فاصله و طول موج در یک واحد هستند)
{\displaystyle L_{\text{FS}}} (dB) ≈ 32.45 dB + 20 log [فرکانس (MHz)] + 20 log [فاصله (کیلومتر)]
{\displaystyle L_{\text{FS}}} (dB) ≈ -۲۷٫۵۵ دسی بل + 20 log [فرکانس (MHz)] + 20 log [فاصله (m)]
{\displaystyle L_{\text{FS}}} (dB) ≈ 36.6 dB + 20 log [فرکانس (MHz)] + 20 log [فاصله (مایل)]
اولین آماتوری که به این هدف دست یافت از ۲۵۰ استفاده کرد متر عرض آنتن او در خانه ساخته شده‌است.